# Soziologie des Krieges
Die Soziologie des Krieges oder Kriegssoziologie oder auch Polemologie (griech. polemos – Krieg, Streit) ist mit dem Militär als sozialer Macht und Organisation und mit dem Krieg als einem sozialen Phänomen befasst. Sie überschneidet sich teilweise mit der Militärsoziologie.
Untersucht werden insbesondere Gründe für die Entstehung von Kriegen, der soziale Wandel im Krieg  sowie die Konsequenzen von Kriegen auf sozialer, wirtschaftlicher, demographischer und ideologischer Ebene, die Möglichkeit der Abschaffung und Verhinderung von Kriegen, die soziale Rolle und der soziale Status der Beteiligten, wie Täter, Opfer, Soldaten, Zivilisten und die Rolle der Massenmedien.
Der Begriff Soziologie des Krieges erscheint als Buchtitel bereits 1929 bei Rudolf Steinmetz. Der Begriff Polemologie wurde erstmals 1945 von dem französischen Soziologen Gaston Bouthoul verwendet. Als Vorläufer der Kriegssoziologie kann Max Webers Ausführung zum gemeinschaftsstiftenden und sinngebenden Moment des Krieges und der soldatischen Gemeinschaft angesehen werden.
Die Polemologie als wissenschaftlicher Fachbereich arbeitet heute interdisziplinär über die Fachrichtungen Soziologie, Politikwissenschaft, Volkswirtschaft und Sozialpsychologie hinweg.